# Disney Art Academy
Disney Art Academy es un videojuego educativo de entrenamiento artístico desarrollado por Headstrong Games, publicado por Nintendo y lanzado para la consola portátil Nintendo 3DS. Es un spin-off de la serie Art Academy centrado en los personajes de Disney y Pixar. El primer juego se anunció en la Nintendo Direct para el 3 de marzo de 2016 y se lanzó en los meses siguientes.

## Juego
La jugabilidad es similar a la de otros juegos de Art Academy. Los jugadores aprenden a dibujar varios personajes de las películas de Disney y Pixar en 40 lecciones paso a paso. El juego también utiliza la función de comunicación inalámbrica de la Nintendo 3DS, permitiendo a los jugadores enviarse una demostración del juego.

## Recepción
Las críticas del juego fueron variadas. En Metacritic el juego tiene una puntuación media ponderada de 72/100 basada en las reseñas de 16 críticos, indicando "Reseñas mixtas o medias". Los críticos valoraron positivamente la capacidad del juego para enseñar a dibujar personajes familiares de Disney,[cita requerida] pero criticaron su lentitud y la falta de oferta más allá de su premisa.[cita requerida]